# Holiday (Lil Nas X)
Holiday is een nummer van de Amerikaanse rapper Lil Nas X uit 2020.
"Holiday" is een kerstnummer, maar dan met een seksueel getinte tekst. Het nummer werd in diverse landen een hit. De Amerikaanse Billboard Hot 100 liet bijvoorbeeld een 37e positie zien. In Nederland bereikte de plaat een 6e positie in de Tipparade, terwijl het in de Vlaamse Ultratop 50 met een 9e positie een stuk succesvoller was dan in Amerika en Nederland.